# Manaf Abushgeer
Manaf Eid Abushgeer (en árabe: مناف عيد أبوشقير) (Yeda, Arabia Saudita, 5 de febrero de 1980) es un exfutbolista saudí que jugaba en la posición de centrocampista.

## Clubes
| Club                   | País           | Año       |
| ---------------------- | -------------- | --------- |
| Al-Ittihad Jeddah Club | Arabia Saudita | 1999-2012 |